# 13011 Loeillet
13011 Loeillet è un asteroide della fascia principale. Scoperto nel 1987, presenta un'orbita caratterizzata da un semiasse maggiore pari a 3,0817973 UA e da un'eccentricità di 0,1349345, inclinata di 10,52510° rispetto all'eclittica.